# Les Danaïdes
Les Danaïdes (título original en francés; en español, Las danaides) es una tragédie lyrique (tragedia lírica)  en cinco actos con música de Antonio Salieri y libreto en francés de Le Bailly du Roullet y el Barón von Tschudi, sobre el tema mitológico; originalmente escrito para Christoph Willibald Gluck, pero el envejecido compositor, quien acababa de padecer un ataque al corazón, fue incapaz de cumplir el esquema de la ópera y de esa manera le pidió a Salieri que se hiciera cargo.
El libreto francés es una versión no autorizada del original en italiano Ipermestra o Le Danaidi que el libretista Ranieri de'Calzabigi había escrito para el compositor Giuseppe Millico.

## Historia
El emperador José II aseguró que Salieri escribía la música "casi bajo el dictado de Gluck", en una carta (datada el 31 de marzo de 1783) al conde Mercy-Argenteau, el embajador austriaco en París. Entonces Mercy le dijo a los directores de la Ópera que Gluck había compuesto los dos primeros actos, y que Salieri proporcionó la música del tercer acto (Mercy no se dio cuenta de que la ópera tenía cinco actos). Incluso cuando se publicó el libreto, Gluck y Salieri compartieron programa como compositores.
La primera representación tuvo lugar en la Académie Royale de Musique (Ópera de París), el 26 de abril de 1784. y fue, en aquel momento, un éxito tan grande que el teatro encargó a Salieri otras dos obras más. Sólo después de varias representaciones, cuando la ópera tuvo la oportunidad de ser apreciada por su valor intrínseco, dispersó la noticia, y Salieri lo confirmó oficialmente, que este era el único compositor de la música, por muy inspirado que estuviera por su gran maestro alemán. Se representó en la Ópera de París más de 120 veces hasta los años 1820, y en el resto de Europa, así como, en no menos que cuatro diferentes ediciones, algunas de las cuales se redujeron a cuatro actos en lugar de los cinco habituales en la Ópera de París, y traducido a diferentes idiomas como el alemán. El 22 de octubre de 1817, en particular, la cuarta edición de la ópera fue dirigida por Gaspare Spontini, para la Académie Royale de Musique, en la Salle Montansier de la rue Richelieu, con el añadido de una "Gran Bacchanale" escrita por él mismo y de otra música de Louis-Luc Loiseau de Persuis, Henri-François Berton y Ferdinando Paër.
Esta ópera rara vez se representa en la actualidad; en las estadísticas de Operabase aparece con sólo 1 representación en el período 2005-2010.

## Argumento
La trama de la ópera se basa en la tragedia griega y se refiere a las hazañas de los personajes mitológicos Danao e Hipermnestra.

## Discografía
- Gianluigi Gelmetti (director) / Jean-Philippe LaFont, Maria Trabucco, Montserrat Caballé, Andrea Martin, Carlo Tuand. Orquesta de la RAI de Roma. 2 CD, ADD, grabado 1983, Dynamic, 26 de julio de 2005.
- Michael Hofstetter (director) / Sophie Marin-Degor, Hans Christoph Begemann, Christoph Genz, Kirsten Blaise, Wolfgang Frisch, Sven Jüttner, Daniel Sütö, Jürgen Deppert; Jan Hoffmann (maestro de coro). Coro y Orquesta de Ludwigsburger Schlossfestspiele. 2 CD, DDD, (Oehms, 2007).
- Gianluigi Gelmetti (director) / Marshall, Kavrakos, Giménez, Bartha. Coro y Orquesta Sinfónica de la Radio de Stuttgart. 2 CD, EMI, 1990.
- La Obertura ha sido grabada por la Orquesta Sinfónica de la Radio Eslovaca (Bratislava) dirigida por Michael Dittrich. Naxos, cat. no. 8.554838, barcode 0636943483824.
- Del Palazzetto Bru Zane (Ediciones Singulares) | 2 CD | grabado en 2015 | Volumen 9 - Les Chantres du Centre de musique baroque de Versailles (Olivier Schneebeli dirección artística) Les Talens Lyriques, Christophe Rousset (Director), Judith van Wanroij (Hypermnestre), Philippe Talbot (Lyncée), Tassis Christoyannis (Danaüs), Katia Velletaz (Plancippe), Thomas Dolié (Pélagus)